# Zayd ibn Haritha
Zayd ibn Haritha (arabiska: زَيْد ٱبْن حَارِثَة), född 581, död 629, var en tidig muslim, sahaba och adopterad son till den islamiske profeten Muhammed. Zayd var en av Muhammeds militära befälhavare och ledde flera fälttåg. Han dödades i slaget vid Mu'tah.
Zayd är nämnd vid namn i Koranen (33:37). Han skilde sig från sin hustru Zaynab bint Jahsh med vilken Muhammed sedan gifte sig.